# Frank D'Arcy
Frank D'Arcy (Liverpool, Inglaterra, 8 de diciembre de 1946-15 de junio de 2024) fue un futbolista inglés que jugó en la posición de lateral izquierdo.

## Equipos
| Periodo   | Club               |
| --------- | ------------------ |
| 1965-1971 | Everton FC         |
| 1972-1973 | Tranmere Rovers FC |
| 1974-1977 | Kirkby Town FC     |

## Logros
- Primera División de Inglaterra (1): 1969/70.[3]